# Politikai marketing
A politikai marketing a marketing politikában alkalmazott válfaja. A politikai intézményrendszer marketing jellegű felfogása Amerikából terjedt el. A politikai marketing használja mind a politika, mind pedig a marketing terminológiáját. A piac fogalmát kiterjeszti a szavazópolgárokra, akiket a marketingmodellek, illetve a marketingmódszerek (marketingkutatás, piacszegmentálás, célcsoportok kijelölése, a pozicionálás, a stratégia kidolgozása és megvalósítása) által elemez és céloz meg. A politikai marketing világnézeteket ad el.

## Története
A demokrácia egyik fontos ismérve, hogy a vezető a többség rokonszenvének megnyerésére törekszik, ennek elérése érdekében Ronald Reagan amerikai elnökjelölt 1980-ban első ízben olyan kampányt készített csapatával, amely sikeresen alkalmazta a marketing módszereit a politikai életben. 1956-ban Dwight D. Eisenhower volt az első politikus, aki felismerte, hogy a technológia vívmányait kitűnően lehet használni a választási kampány során. Így kapott fontos szerepet kampányában a televízió. Használata révén a jelöltek tudatosan megtervezett politikai imázsnak megfelelő választási programot dolgoztak ki, amellyel az új kommunikációs eszközön keresztül célozták meg a szavazókat.
A marketingszakemberek később fokozatosan jelentek meg a választási hadjáratokat irányító kampánystábokban. 1968-ban Nixon győzelme a szakszerű hirdetési kampány eredménye volt. Ettől kezdve a marketing egyre jobban behatolt a politikába. A pártfőnök szerepe így folyamatosan gyengült, és a politikai kampány átkerült a reklámszakemberek, a tanácsadók és a marketingszakemberek kezébe, megváltozott ugyanakkor a politikai pártok filozófiája is: az eddigi tagságbővítés háttérbe szorult, és ehelyett kiemelt szerepe lett a biztos támogatást és sikert hozó szavazók tömegének. Ennek egyik legjobb eszköze közvetlenül, személyesen szólni a választók különböző rétegeihez. Ez a kommunikációs eszközök változatossága által arra ad lehetőséget, hogy a politikusok a választókat, mint egyéneket célozzák meg üzeneteikkel.

## A marketing- és a politika szereplői közti párhuzam
Alapvetően egy cserefolyamat, melynek két meghatározó szereplője van: az eladó – aki a termékeket, illetve a szolgáltatásokat kínálja – és a vevő – aki a termékeket és szolgáltatásokat pénzére cseréli. A csere a marketingstratégia eredményeként jön létre, melynek négy összetevője van: termék vagy szolgáltatás, az eladásért folytatott kampány, az árazás, illetve a terítés vagy elosztás (a gyártótól a fogyasztóhoz való eljutás). A politikai kampányban a cserefolyamat két szereplője a jelölt és a szavazók. Az előbbi politikai vezetőerőt ajánl a szavazatokért cserébe. A termék maga a választási program. 
Bruce I. Newman a Politikai marketing mint kampánystratégia című könyvében egységes rendszerbe foglalja a marketing és a politika viszonyát. A mellékelt ábrán összegző táblázat látható, amely tartalmazza a meghatározó kulcsfogalmakat, a főbb kampányelemeket valamint az ezek közti összefüggést.

## Külső hivatkozások
- politikaimarketing.lap.hu – Átfogó magyar és nemzetközi linkgyűjtemény a politikai marketingről
- A keresőoptimalizálás eszköztárának alkalmazása a politikai marketingben